# 瀬戸市立水野小学校
瀬戸市立水野小学校（せとしりつ みずのしょうがっこう）は、愛知県瀬戸市小田妻町2丁目22番地にある公立の小学校。

## 歴史
尾張藩藩校の明倫堂の分校である興譲館を起源とする。1873年（明治6年）4月1日創立。水野代官所内にあった興譲館を小学興譲学校と命名したのが水野小学校の始まりである。2017年度（平成29年度）の児童数は438人。

### 児童数の変遷
『愛知県小中学校誌』（2018年）によると、児童数の変遷は以下の通りである。
| 1947年（昭和22年） | 610人 |  |
| 1957年（昭和32年） | 619人 |  |
| 1967年（昭和42年） | 570人 |  |
| 1977年（昭和52年） | 678人 |  |
| 1987年（昭和62年） | 637人 |  |
| 1997年（平成9年）  | 470人 |  |
| 2007年（平成19年） | 386人 |  |
| 2017年（平成29年） | 438人 |  |

## 地理
水野小学校は山に囲まれており、自然が豊かなところである。学区内は水田地帯と新興住宅地が混在している。水野小学校と瀬戸市立西陵小学校は、日の出町にある瀬戸市立水野中学校の学区に含まれている。

### 通学区域
- 曽野町
- 水北町
- 穴田町
- 暁町
- 上水野町
- 上本町
- 川平町
- 本郷町（1番1 - 9番を除く）
- 十軒町
- 鹿乗町
- 日の出町
- 中水野町一丁目・二丁目
- 三沢町一丁目・二丁目
- 小田妻町一丁目・二丁目
- 内田町一丁目・二丁目
- 北みずの坂

## 著名な卒業生
- 井上博通（政治家、第9代瀬戸市長）
- 青山丘（政治家、衆議院議員（9期）、文部科学副大臣）